# Notaden nichollsi
Notaden nichollsi (tên tiếng Anh: Desert Spadefoot Toad) là một loài ếch trong họ Myobatrachidae. Chúng là loài đặc hữu của Úc.
Các môi trường sống tự nhiên của chúng là vùng đất có cây bụi nhiệt đới hoặc cận nhiệt đới, đồng cỏ khô nhiệt đới hoặc cận nhiệt đới vùng đất thấp, đầm nước ngọt có nước theo mùa, sa mạc nóng, và sa mạc ôn đới.